# Mount Auburn (Illinois)
Mount Auburn è un comune degli Stati Uniti d'America, situato nello Stato dell'Illinois, nella contea di Christian.